# Agnieszka Łapka
Agnieszka Łapka (ur. 1983 w Tychach) – polska malarka, graficzka, wokalistka i autorka tekstów. Jako wokalistka, poza solową karierą, współpracowała również z takimi artystami śląskiej sceny bluesowo-jazzowej, jak Krzysztof Głuch, Jan „Kyks” Skrzek czy Leszek Winder. Maluje obrazy olejne, tworzy i projektuje okładki albumów muzycznych oraz plakatów.

## Wykształcenie
Swoją edukację artystyczną rozpoczęła w Liceum Sztuk Plastycznych im. Józefa Pankiewicza w Katowicach na kierunku metaloplastyka. Jest również absolwentką wydziału malarstwa Akademii Sztuk Pięknych w Katowicach, który rozpoczęła w 2003, a ukończyła w 2008 roku obroną w pracowni prof. Zbigniewa Blukacza.

## Działalność malarska i graficzna

### Wybrane wyróżnienia
- nagroda w konkursie „Dolina Kreatywna”, organizator TVP Warszawa, 2008[4]
- wyróżnienie podczas 19. Ogólnopolskiego Przeglądu Malarstwa Młodych w Legnicy, 2009[4]
- Nagroda rektora ASP w Katowicach na Triennale Malarstwa Animalis 2020, Galeria MM w Chorzowie, wrzesień 2020[2]
- Nagroda Prezydenta Miasta Tychy w dziedzinie kultury, 2024[5]

### Wystawy indywidualne
- „Obrazy w Tonacji Bluesa” – Galeria Strefart , Tychy, 2008
- “Brutal Inspiruje”, Śląskie dni Architektury, Galeria Sarp, Katowice, 2010
- “Kwiaty Polskie” – Galeria Ateneum, Katowice, 2014
- „Kwiaty Polskie – cz.2” – Galeria „Pod Dachem”, Tychy,  Miejskie Centrum Kultury, 2016
- Galeria Czarna Owca, Lanckorona, 2018

### Wystawy zbiorowe
- „Autoportret” – Muzeum Regionalne, Stalowa Wola, 2006, 2007.
- 20. Biennale Plakatu Polskiego, Katowice, BWA, 2007.
- Międzynarodowe Triennale Plakatu, Muzeum Sztuki Współczesnej, Toyama, Japonia, 2006 (VIII edycja), 2009 (IX edycja).
- „Pracownia 25”, Galeria Extravagance, Zamek Sielecki, Sosnowiec, 2008.
- 21. Biennale Plakatu Polskiego, Katowice, BWA, 2009.
- „Promocje” – Przegląd Malarstwa Młodych, Legnica, 2009.
- Przegląd Plakatu Jazzowego, Żory, 2012.
- „Tychy ART”, Galeria OBOK, Konfrontacje Tyskiego Środowiska Twórczego, Tychy, 2014.
- Browar Obywatelski, wystawa poplenerowa, Wrocław, 2014 (plener malarski w Pstrągowej).
- Bielska Jesień, BWA Bielsko-Biała, listopad 2017.
- „Nowa Awangarda” – Przegląd Sztuki Współczesnej, Galeria Szyb Wilson, Katowice, marzec 2018.
- „Malowanie Jazzem”, Dom Kultury Koźle, maj 2019.
- Bielska Jesień, BWA Bielsko-Biała, listopad 2019.
- Triennale Malarstwa Animalis, Galeria MM, Chorzów, wrzesień 2020.

## Działalność muzyczna

### Dyskografia solowa
- Januaries (2011, MAQ Records); we współpracy z Mirosławem Rzepą i Krzysztofem Głuchem
- Łapka (2013)
- Zwierzopiór (2020)

### Współpraca i występny gościnne
- Śląska Grupa Bluesowa – Pełnia Słońca (śpiew, 2009)
- Antoni Krupa – Amela - Blues O Rozwianych Włosach Na Wietrze (śpiew, 2012, wyd. Radio Kraków)
- Michał „Gier" Giercuszkiewicz – Wolność (śpiew, 2020, wyd. Metal Mind Productions)
- Śląska Grupa Bluesowa – Tu I Teraz (autorka tekstu i śpiew w utworze "Dni Nie Moje", 2022, wyd. Metal Mind Productions)
- Krzysztof Głuch Oscillate –  Live 2012 (śpiew)
- Krzysztof Głuch Oscillate – dwupłytowy album 2016 (autorka tekstów, śpiew)
- Michał Kielak - Unique - (autorka tekstu i śpiew w utworze "You are with me", 2021, wyd. Koncert Art )

### Oprawa graficzna albumów
- Krzak – 4 Basy (koncepcja graficzna, 2012, wyd. Metal Mind Productions)
- Jan Kyks Skrzek - Modlitwa Bluesmana w Pociągu (projekt okładki płyty winylowej, 2018, wyd. Metal Mind Productions)
- Czarny Pies – Third Obsession (projekt okładki, 2020, wyd. Metal Mind Productions)
- Michał Gier Giercuszkiewicz – Wolność (projekt okładki płyty winylowej, 2020, wyd. Metal Mind Productions)
- Paweł Palcowski Quintet – Influences (projekt okładki, 2022, SJ Records)

### Media społecznościowe
- Instagram
- Facebook
- Youtube